# Marie Stuart (film, 1936)
Pour les articles homonymes, voir Marie Stuart (homonymie).
Pour plus de détails, voir Fiche technique et Distribution.
Marie Stuart (Titre original : Mary of Scotland) est un film américain réalisé par John Ford, sorti en 1936.

## Synopsis
Le film présente l'histoire de Marie Stuart à partir de son retour en Écosse.
La première scène montre Élisabeth furieuse du débarquement imminent de sa cousine en Écosse. Elle ne lui a pas accordé de sauf conduit. Aussi ordonne-t-elle, afin d'éviter que Marie ne se serve du tremplin de l'Écosse pour lui ravir son sceptre, qu'un capitaine hisse le pavillon noir en cette occasion. Lorsqu'elle a débarqué à Leith en Écosse, Marie Stuart se rend au château Holyrood sur une vieille rosse : les pirates ont arraisonné le navire qui transportait ses chevaux. Les lords écossais annoncent à Moray, le demi-frère de Marie, que son règne touche à sa fin. Lors de la première entrevue avec les seigneurs d'Écosse, Marie, heureuse de revenir après treize ans d'absence, affirme hautement son appartenance à la religion catholique. Elle permet à son secrétaire Rizzio de rester, alors que Ruthven (en) voulait que l'étranger se retire. La question d'un remariage est abordée. Les lords proposent lord Darnley, qui présente l'avantage d'être un Stuart, troisième héritier de la couronne d'Angleterre. On lui rapporte un propos malveillant du comte de  Bothwell : Marie et  Élisabeth réunies n'équivalent pas à la moitié d'une honnête femme. Elle leur dit alors qu'elle veut devenir elle-même et qu'elle ne se mariera que lorsqu'elle aimera quelqu'un.

## Fiche technique
- Titre : Marie Stuart
- Titre original : Mary of Scotland
- Réalisation : John Ford
- Scénario : Dudley Nichols d'après la pièce de Maxwell Anderson Mary of Scotland
- Production : Pandro S. Berman
- Société de production et de distribution : RKO Pictures
- Musique : Nathaniel Shilkret
- Photographie : Joseph H. August et Jack MacKenzie (non crédité)
- Montage : Jane Loring
- Direction artistique : Van Nest Polglase et Carroll Clark (associé)
- Décors de plateau : Darrell Silvera
- Costumes : Walter Plunkett
- Pays de production : États-Unis
- Langue : Anglais
- Format : Noir et blanc - Mono (RCA Victor System) - 35 mm
- Genre : Drame, historique et biopic
- Tournage du 25 février au 25 avril 1936
- Durée : 123 minutes
- Dates de sortie : 
  - États-Unis : 28 juillet 1936 New York
  - États-Unis : 28 août 1936

## Distribution
- Katharine Hepburn (VF : Claude Marcy) : Marie Stuart
- Fredric March (VF : René Dary) : James Hepburn, comte de Bothwell
- Florence Eldridge (VF : Lita Recio) : la reine Élisabeth Ire
- Douglas Walton (VF : Claude Allain) : Lord Darnley
- John Carradine : David Rizzio
- Robert Barrat : Lord Morton
- Gavin Muir : le comte de Leicester
- Ian Keith : James Stuart, comte de Moray
- Moroni Olsen : John Knox
- William Stack : Lord Ruthven (en)
- Ralph Forbes : Lord Randolph, ambassadeur d'Écosse
- Alan Mowbray : Lord Throckmorton, ambassadeur d'Écosse
- Frieda Inescort : Mary Beaton, dame de compagnie de Mary
- Donald Crisp : Huntly (en)
- David Torrence : Lindsay
- Molly Lamont : Mary Livingstone, dame de compagnie de Mary
- Anita Colby : Mary Fleming, dame de compagnie de Mary
- Jean Fenwick : Mary Seton, dame de compagnie de Mary
- Lionel Pape : Lord Burghley
- Alec Craig : Donal
- Mary Gordon : nurse du Prince James
- Monte Blue : messager
- Leonard Mudie : Maitland
- Brandon Hurst : Airan
- Wilfred Lucas : Lexington
- D'Arcy Corrigan : Kirkcaldy
- Frank Baker : Douglas
- Cyril McLaglen : Faudoncide
- Doris Lloyd : la femme du pêcheur
- Robert Warwick : Sir Francis Knollys
- Murray Kinnell : un juge
- Lawrence Grant : un juge
- Ivan F. Simpson (crédité Ivan Simpson) : un juge
- Nigel De Brulier (crédité Nigel de Brulier) : un juge
- Barlowe Borland : un juge
- Walter Byron : Sir Francis Walsingham
- Wyndham Standing : sergent d'armes
- Earle Foxe : comte de Kent
- Paul McAllister : du Croche
- Lionel Belmore : pêcheur
- Gaston Glass : Chatelard
- Neil Fitzgerald : un noble
- Robert Homans (non crédité) : un geôlier
- Hallam Cooley (non crédité) : petit rôle indéterminé

## Production

### Genèse du film

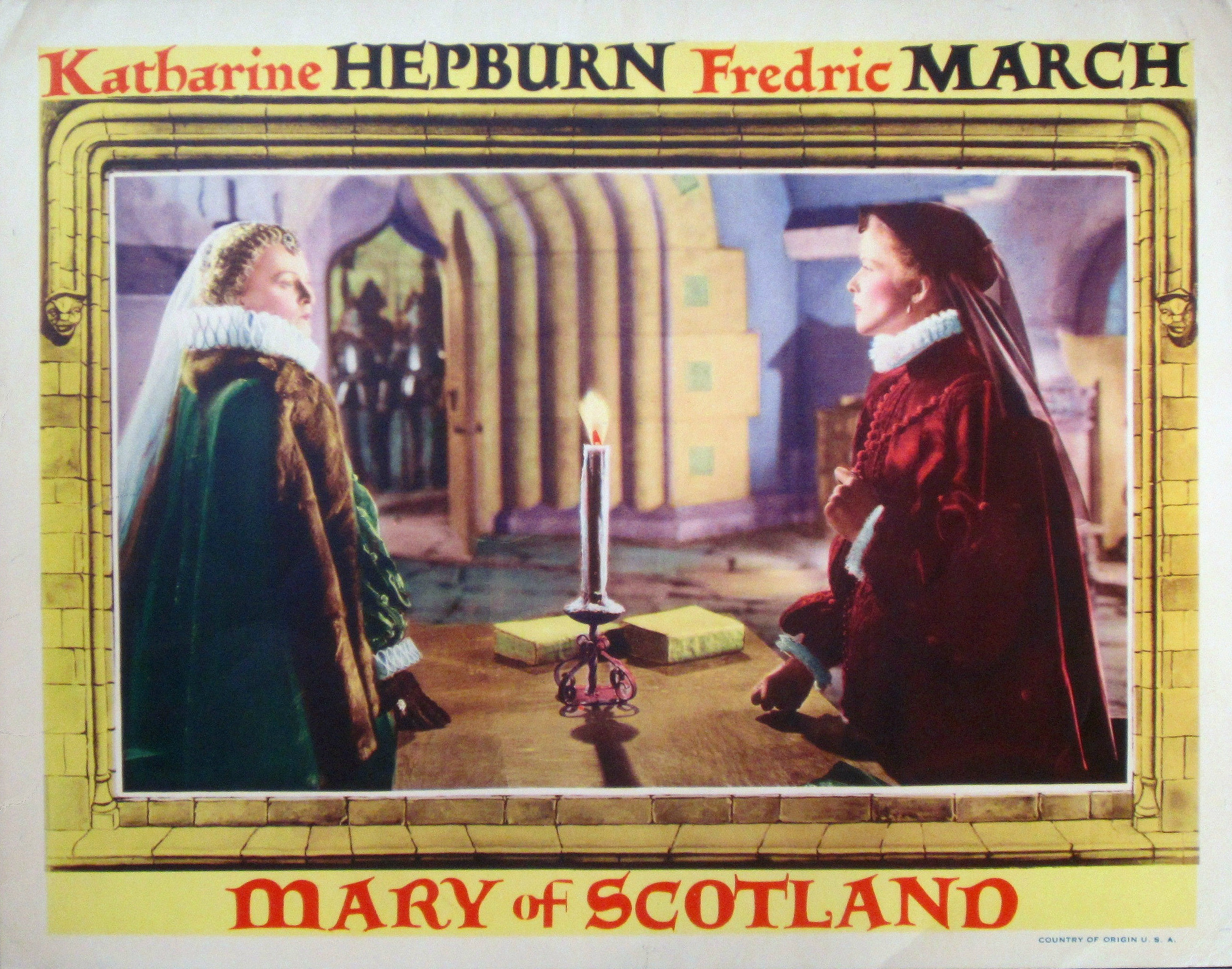
Florence Eldridge et Katharine Hepburn

Le dramaturge Maxwell Anderson avait mis en scène avec succès la version théâtrale de Mary of Scotland en 1933. Helen Hayes interprétait la reine Marie Stuart et Fredric March était déjà le comte de Bothwell. Après avoir vu la pièce, Katharine Hepburn fut convaincue de pouvoir incarner Marie Stuart à l’écran. L’actrice souhaite que George Cukor réalise Marie Stuart mais le producteur Pandro S. Berman, échaudé par le « désastre » de Sylvia Scarlett dirigé par Cukor et interprété par Hepburn, refuse de les faire retravailler ensemble. Berman engage John Ford, réalisateur réputé pour « diriger les femmes sans fioriture ».
Ford et Hepburn s’étaient déjà rencontrés en 1932 quand une version filmée de la pièce de théâtre The Warrior’s Husband avait été envisagée. Katharine Hepburn avait joué dans cette pièce à Broadway et Ford dirigea un bout d’essai avec elle mais le film ne se fit pas.

### Choix des interprètes
Le réalisateur déclara : « Quand on m’a donné Marie Stuart à tourner, j’ai immédiatement pensé à Katharine Hepburn. Elle était déjà  pressentie pour le rôle et ce n’était pas comme si elle était une quelconque jeune actrice jolie et talentueuse qu’on peut habiller comme on veut et photographier à la légère... » Sa fascination pour l’actrice va s’amplifier pendant le tournage du film. Ford et son équipe préparent le film en visionnant dans un premier temps tous les films d’Hepburn afin d’étudier la physionomie de l’actrice. Ils étudient tout ce qui se rapporte à Marie Stuart : portraits, gravures, costumes, photos de son château… Ils adaptent les esquisses des costumiers en fonction de la personnalité d’Hepburn. Il détermine les éclairages et la photographie, le maquillage afin d’apporter une authentique majesté à la future Marie Stuart.
Le rôle d’Élisabeth Ire fut convoité par Bette Davis qui a également postulé pour le rôle d’Élisabeth et a même passé des tests[réf. non conforme] mais la Warner Bros., avec laquelle Davis est sous contrat, refuse de la prêter à la RKO. Ginger Rogers a aussi souhaité incarner ce rôle. John Ford souhaite avoir Tallulah Bankhead mais finit par choisir l’épouse de Fredric March, Florence Eldridge.

### Tournage

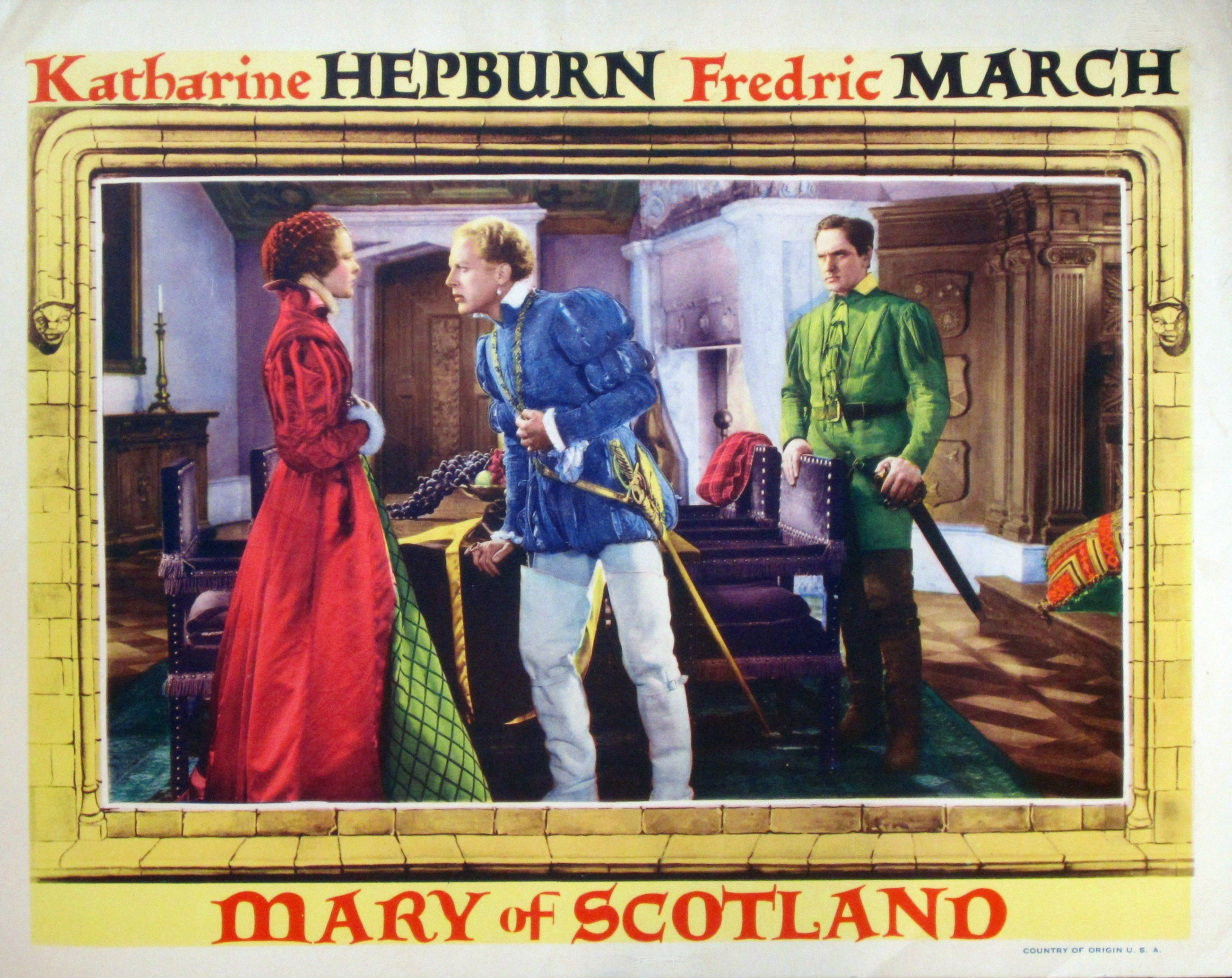
Mary Stuart face à celui qu'elle finit par épouser, Lord Darnley, avec à l'arrière plan le comte de Bothwell.

D’après l’actrice, Ford « se désintéressa de Marie Stuart quand il découvrit la faiblesse de l’histoire ». Un jour, John Ford va jusqu’à quitter le plateau et confier la caméra à Katharine Hepburn pour une scène avec Fredric March se passant dans une tour de château. Ford conseilla même l’actrice à faire de la réalisation mais elle ne renouvellera pas l’expérience. Elle-même, après son engouement pour le rôle, s’en détache : « Je n’ai jamais eu de sympathie particulière pour Mary Stuart. Je la tenais pour une belle idiote. J’aurais préféré faire un film sur Élisabeth.(…) Le scénario était quelconque. Je n’ai jamais compris pourquoi John Ford avait accepté la réalisation. »

## Accueil du film

### Accueil critique
Mais malgré une production à grands moyens le film ne tiendra pas ses promesses. Selon Andrew Sarris, critique au Village Voice, la force et la ferveur de Marie Stuart ou de Katharine Hepburn ne ressortent pas à l’écran et l’héroïne devient à l’inverse « une vague madone de la lande écossaise, injustement calomniée ».
En 2002, le critique Patrick Brion explique qu'il trouve le film faible car le personnage de Marie n'est pas assez ambigu : dans la réalité, elle a revendiqué le trône d'Angleterre et le fait de la présenter systématiquement comme une victime « limite sans doute le contexte dramatique. » Il trouve aussi que si Fredric March et Katharine Hepburn sont d'excellents acteurs, leur couple à l'écran ne fonctionne pas. Il apprécie néanmoins la scène où Marie, après la mort de Bothwell, est réveillée par une tempête  ainsi que la scène « ironique » où Bothwell se réchauffe devant la cheminée en soulevant son kilt. Il trouve aussi que les séquences du procès de Marie, son face à face avec Élisabeth et son exécution constituent une fin au film « très émouvante. »

### Accueil public
Le film totalise 1 000 000 dollars de recettes.

## Autour du film
- Katharine Hepburn est une descendante du comte de Bothwell[6].
- Katharine Hepburn et John Ford commencèrent une brève liaison amoureuse sur le film.[réf. nécessaire]
- Le face à face entre Élisabeth Ire et Marie Stuart n'a jamais eu lieu dans la réalité[6].

## Récompenses et distinctions
- Mostra de Venise : mention spéciale pour John Ford (1936)